# Małgorzata Wassermann
Małgorzata Ewa Wassermann, née le 16 mars 1978 à Cracovie, est une femme politique polonaise.

## Biographie

### Formation et vie professionnelle
Elle est la fille de Zbigniew Wassermann, personnalité de Droit et justice (PiS). Elle est diplômée en droit de l'université Jagellonne. Elle exerce le métier d'avocate à Cracovie.

### Engagement politique
Pour les élections législatives du 25 octobre 2015, elle est investie par PiS, dont elle n'est pas membre, dans la circonscription de Cracovie-II. Elle remporte un mandat avec 81 379 voix préférentielles, soit le meilleur résultat depuis Jarosław Gowin en 2007, le meilleur score de la circonscription et le cinquième résultat national.
Lors de sa réélection au cours des élections du 13 octobre 2019, elle réunit sur son nom 140 692 voix, soit le deuxième meilleur résultat de PiS après Jarosław Kaczyński et le quatrième score national.